# François Bonnemer
François Bonnemer, né à Falaise (Calvados) en 1638 et mort à Paris en juin 1689, est un peintre, dessinateur et graveur français.

## Biographie

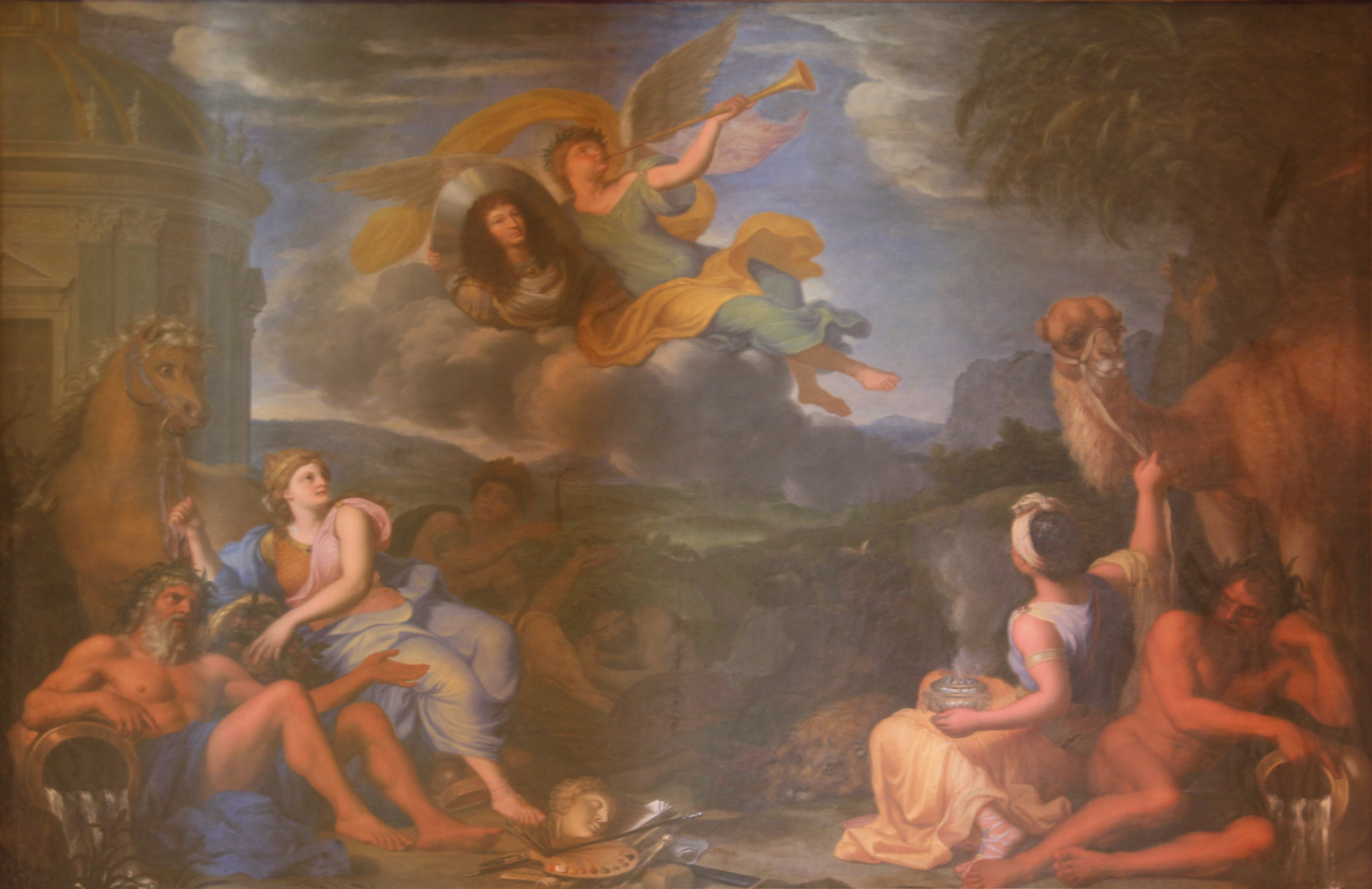
La renommée annonçant aux quatre parties du monde les merveilles du règne de Louis XIV, Château de Versailles (prix de Rome 1665/1666).

François Bonnemer a reçu le prix de Rome en 1665 et est élu à l'Académie royale de peinture et de sculpture le 5 janvier 1675 avec le morceau de réception Apollon poursuivant Daphné (huile sur toile, musée Ingres, Montauban).
Il épouse en 1672 Catherine Mosin, fille de Jean Mosin, tapissier ordinaire du roi. Le registre paroissial de l'ancienne église Saint-Hippolyte mentionne parmi les témoins Charles Le Brun, premier peintre du Roy, directeur général des manufactures royales en Jean-Baptiste Tuby, sculpteur italien naturalisé français en 1672, actif à Versailles.
François Bonnemar meurt à l'hôtel des manufactures royales des Gobelins. Il est inhumé le 10 juin 1689 dans l'ancienne église Saint-Hippolyte.

## Œuvres
Il a gravé quelques pièces notamment Moïse et le buisson ardent d'après Charles Le Brun (BnF Est. Da 35, Fol).
Il a surtout travaillé pour les Gobelins. Il exécutait les cartons d'après les modèles italiens tels que Giulio Romano pour l'Histoire de Scipion.
Il a également réalisé des copies d'œuvres italiennes comme La Chananéenne d'après Annibal Carrache (Musée des Beaux-arts, Dijon).
- L'Age d'airain, huile sur bois, 40,6 × 51,7 cm, Paris, Musée du Louvre.
- L'Age de fer, huile sur bois, 39,9 × 51,8 cm, Paris, Musée du Louvre.